# Leptocephalus ophichthoides
För Leptocephalus brevirostri och Leptocephalus-larv, se Europeisk ål
Leptocephalus ophichthoides är en ålartad fisk som beskrevs av Umberto D'Ancona 1928 och som ska förekomma i Röda havet. Leptocephalus ophichthoides placeras av D'Ancona i det egna släktet Leptocephalus och familjen Ophichthidae. IUCN ger den ingen hotstatus på grund av att den är otillräckligt studerad. Inga underarter finns listade i Catalogue of Life.